# Congre vert
Gymnothorax funebris
Espèce
Congre vert (Gymnothorax funebris) est une espèce de poissons de la famille des murènes.